# Bulbo vestibular

Bulbo del vestíbulo en amarillo.

En la anatomía femenina, los bulbos del vestíbulo, bulbos vestibulares o  bulbos vulvares son dos órganos eréctiles con forma de clava y simétricos situados en ambos lados de la apertura vaginal. Convergen entre sí por delante a través de una estrecha banda mediana. 

## Dimensión y ubicación
Mide de 3 a 4 centímetros de largo y 1 cm de ancho. Se ubican a nivel profundo de los labios mayores.
Sus extremos posteriores están expandidos y están en contacto con las glándulas vestibulares mayores; sus extremos anteriores son cónicas y unidos a uno otro por la pars intermedia; sus superficies profundas están en contacto con la fascia inferior del diafragma  urogenital; superficialmente, están cubiertos por el músculo bulboesponjoso.

## Fisiología
Los bulbos vestibulares se pueden llenar con sangre, la cual queda atrapada, causando la erección. Cuando los bulbos vestibulares se llenan con sangre aprietan estrechamente la apertura vaginal, causando que la vulva se expanda hacia afuera. Esto pone presión en estructuras cercanas como el cuerpo cavernoso y la crus.
La sangre dentro de los tejidos eréctiles del bulbo es liberada al sistema circulatorio durante los espasmos del orgasmo, pero si el orgasmo no ocurre, la sangre saldrá del bulbo vestibular varias horas después.

## Analogía con el varón

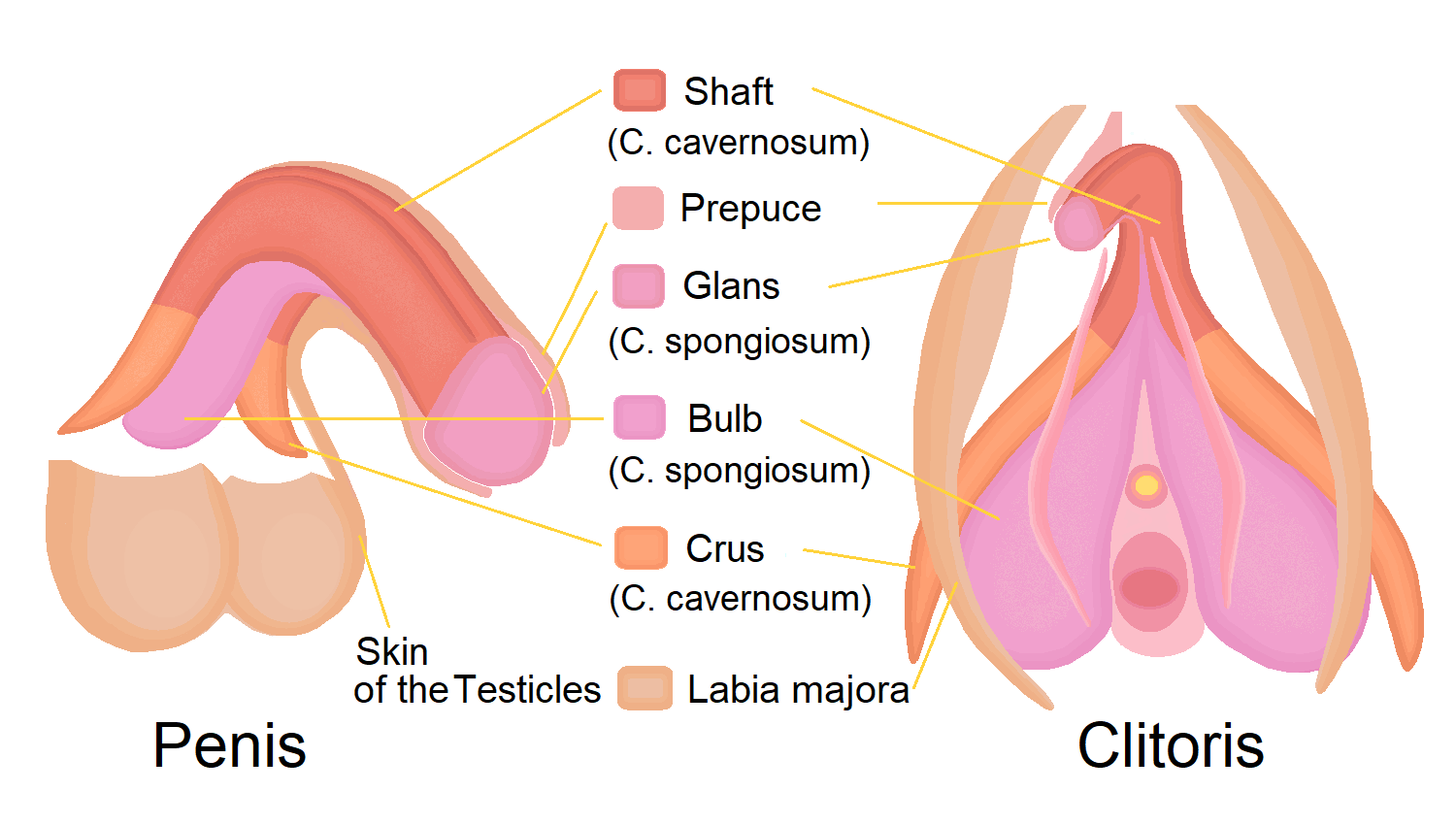

Los bulbos vestibulares son homólogos al bulbo del pene y la parte contigua del cuerpo esponjoso del varón.